# 60-я отдельная дорожно-строительная бригада

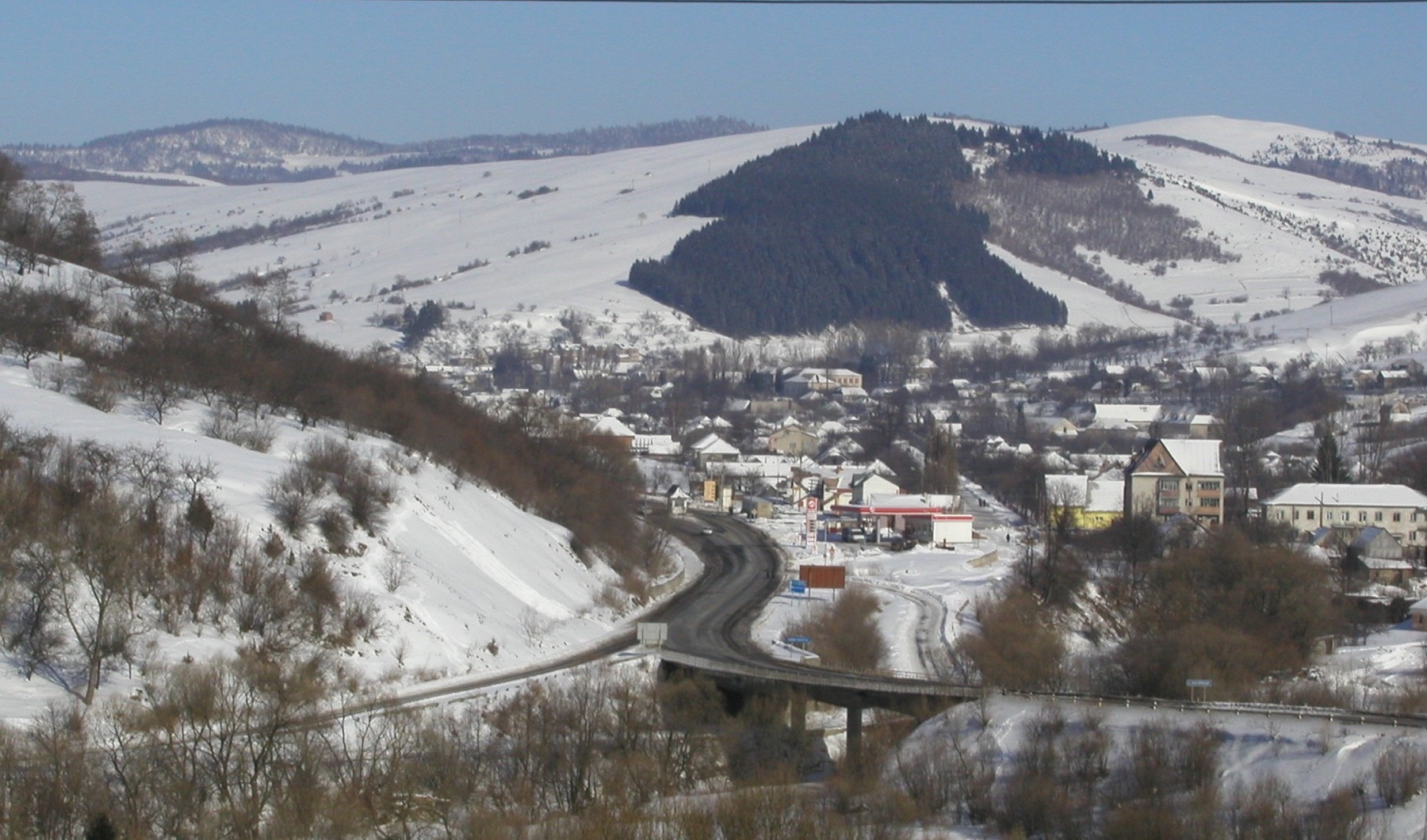
Нижние Ворота, мост и автомобильная дорога в Закарпатье.

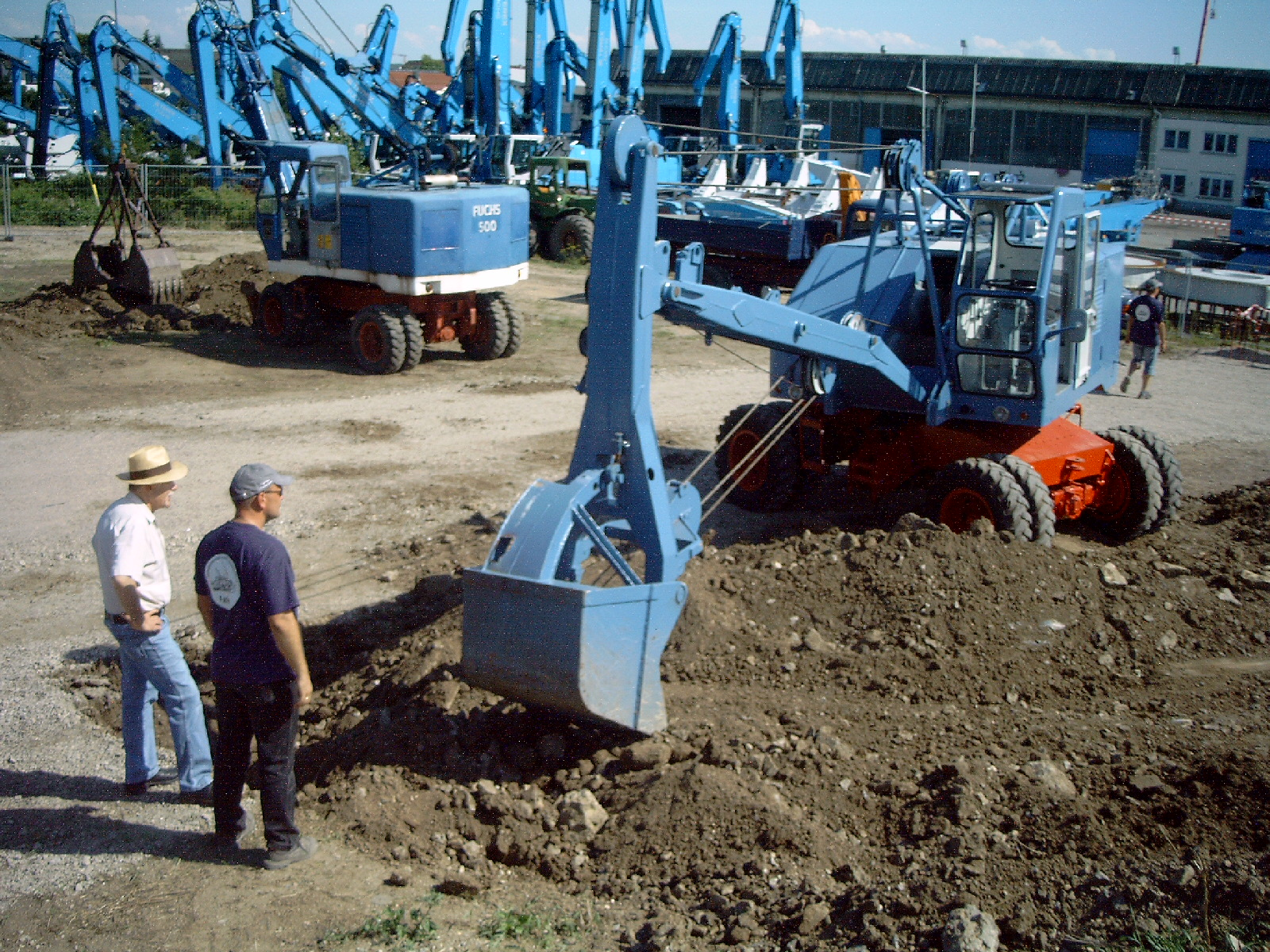
Пневмоколёсный экскаватор 1950—1960 годов с канато-блочным управлением. Похожие экскаваторы стояли на оснащении бригады.

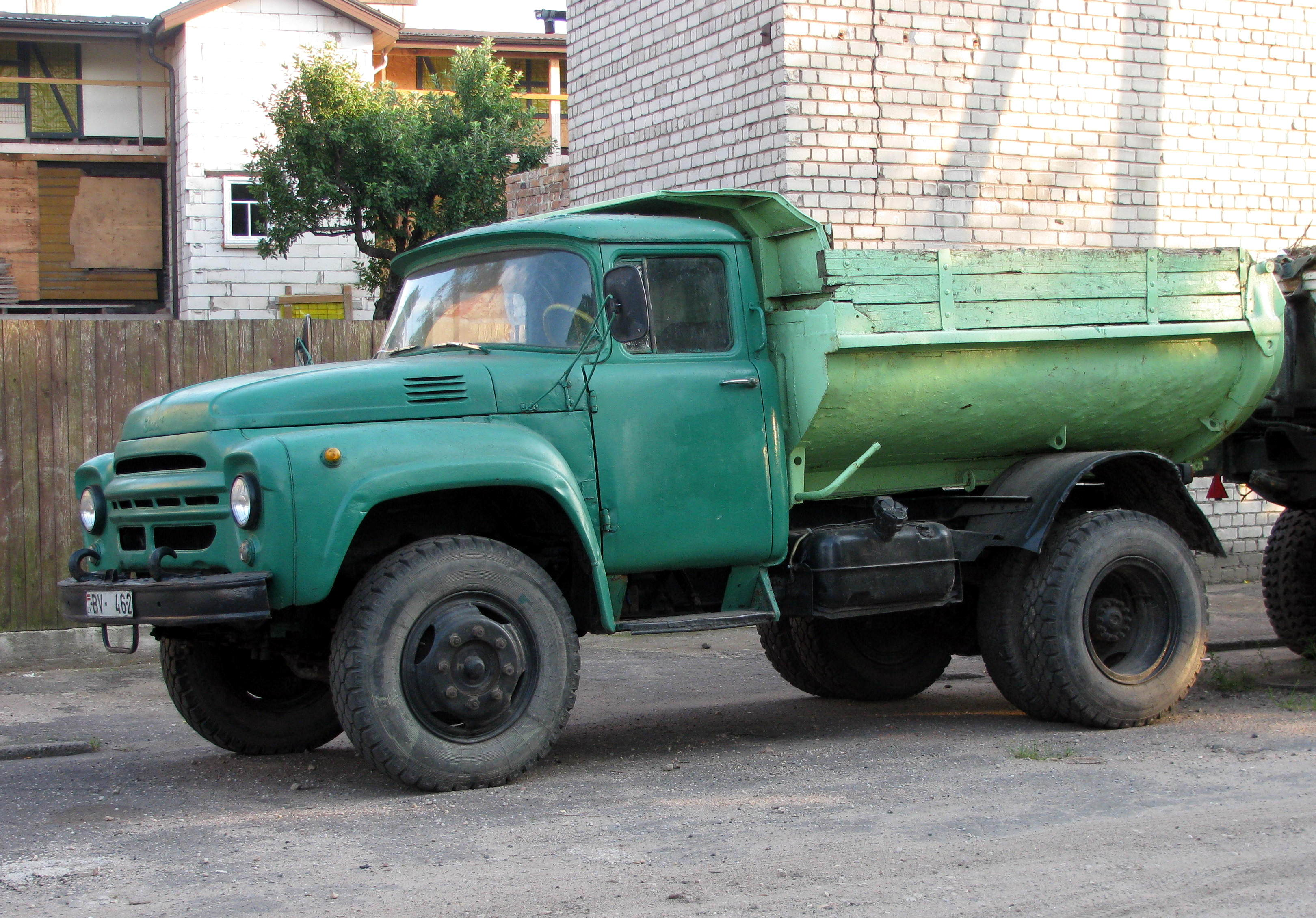
Основная машина, самосвал ММЗ-555 (на базе ЗИЛ-130).

60-я отдельная дорожно-строительная бригада — формирование (соединение, отдельная дорожно-строительная бригада) специальных войск (дорожных) Вооружённых Сил СССР (ВС СССР), предназначенное для строительства и реконструкции автомобильных дорог и сооружений на них и выполнения других задач.
Выполняла задачи по строительству и реконструкции автомобильных дорог и сооружений на них в Закарпатье, Западной Сибири Советского Союза.
Сокращённое наименование — 60 одсбр.
Условное наименование — войсковая часть № 21187, В/Ч № 21187
Просторечное наименование «Мукачевская», «Сургутская», «Ивано́вская».

## История
Совет Министров УССР обратился с просьбой к Правительству СССР о развитии инфраструктуры Закарпатья и в 1969 году, на основании директивы Генерального штаба Вооружённых Сил СССР была сформирована, в Мукачево, 60-я отдельная дорожно-строительная бригада (60 одсбр), для строительства автомобильных дорог (АД) и мостов, на Мукачево-Львовском направлении. На местном уровне она взаимодействовала с Министерством строительства и эксплуатации дорог Украинской ССР.
Финансирование строительства и реконструкции автомобильных дорог осуществлялось за счёт капитальных вложений, выделяемых централизованно, один раз в год, на эти цели Советом Министров РСФСР.
Сформирование отдельной дорожно-строительной бригады 11-ти батальонного состава, с численностью личного состава свыше 5000 человек, было поручено начальнику Тыла — заместителю министра обороны СССР ВС СССР.
Перед военными дорожниками была поставлены сложнейшие задачи по строительству, реконструкции и обустройству в местах дислокации воинских частей бригады в Прикарпатском военном округе (ПрикВО). Им предстояло построить инфраструктуру для размещения личного состава частей и выполнить задачи по строительству автомобильных дорог, в сложных условиях высокогорья. И они с честью справились с поставленными задачами.
В 1980 году, задачи по строительству автодорог на Западной Украине были выполнены, за десять лет, с 1970 по 1980 год, личным составом частей 60 одсбр было построено более 70 километров автомобильных дорог и десятки мостов, в сложных горных условиях Карпат, и в этот год, по решению Правительства СССР, соединение было передислоцировано в Западную Сибирь, для обустройства нефтяных и газовых месторождений, на территорию Тюменской области, строительства и реконструкции автомобильных дорог к объектам нефтяного и газового комплекса Западной Сибири, возведения искусственных сооружений на них, а также, строительства промышленных объектов, основные свои части формирование первое время разместило в посёлке Барсово, военном городке Карпаты, Звёздный, а многие отдельные батальоны бригады дислоцировались в Ноябрьске, Белоярском и других населённых пунктах.
Позднее после обустройства части бригады были дислоцированные в городах Сургут, Ноябрьск, Новый Уренгой, Надым, Белоярский и в других населённых пунктах севера Тюменской области, личный состав дорожного формирования принимал участие в строительстве автомобильных дорог и дорожных объектов на них, строительстве газопровода Уренгой — Помары — Ужгород, обустройстве компрессорных станций, промышленных и других объектов, выпускали промышленную продукцию как то: дорожные плиты, бетонные изделия для жилищного и промышленного строительства. Задачи, которые выполнял личный состав дорбригады, это строительство и производство там, где этим не хотели заниматься гражданские дорожно-строительные и строительные организации.
За период с 1981 года по 1992 год личным составом В/Ч № 21187 было построено более 270 километров автомобильных дорог.
В 1993 году дорожное соединение, из Центрального дорожного управления (ЦДУ) Минобороны России передано в состав Федерального дорожно-строительного управления при Министерстве обороны Российской Федерации, а 17 ноября 1994 года на его базе был создан дорожно-строительный корпус.

## Состав (дислокация)
В состав 60 одсбр входили (дислокация):
- - Управление (штаб) 60 одсбр — войсковая часть (В/Ч) № 21187 (Мукачево, Сургут);
- 1619-й отдельный дорожно-строительный батальон — В/Ч № 25873 (Чинадиево, Новый Уренгой);
- 1620-й отдельный дорожно-строительный батальон — В/Ч № 25874 (Долина, Барсово);
- 1621-й отдельный мостостроительный батальон — В/Ч № 92766 (Нелепино, Белоярский);
- 1622-й отдельный мостостроительный батальон — В/Ч № 95850 (Стрый, Новый Уренгой);
- 1623-й отдельный дорожно-строительный батальон — В/Ч № 71132 (Нижние Ворота, Надым);
- 1624-й отдельный дорожно-строительный батальон — В/Ч № 71133 (Дрогобыч, Белоярский);
- 1625-й отдельный батальон механизации дорожно-строительных работ — В/Ч № 74842 (Чинадиево, Ноябрьск);
- 1627-й отдельный учебный дорожный батальон — В/Ч № 83538 (Рафайлово, Чинадиево, Сургут);
- 1451-й отдельный автомобильный батальон — В/Ч № 89471 (Чинадиево, Сургут);
- 2155-я ремонтная база — В/Ч № 84446 (Чинадиево, Сургут);
- 2573-я база изготовления бетонных и железобетонных конструкций — В/Ч № 21188 (Колчино, Сургут);
  - 2181-й склад материально-технического снабжения и хранения -ВС № 2181 (Чинадиево, Сургут);
  - 4715-й объединённый склад (материальных средств) — ВС № 4715 (Тюмень);
- 1017-й военный полевой госпиталь — В/Ч № 32810 (Сургут)
  - 192-й подвижный стоматологический кабинет,
  - 198-й подвижный рентгеновский кабинет;
  - 468-й санитарно-эпидемиологический отряд — В/Ч № 52916 (Сургут);

## Руководство (годы)

### Командир
- полковник Вербовский Владимир Захарович (29.11.1969 — 12.10.1972)
- полковник Винокуров Георгий Андрианович (12.10.1972 — 07.06.1979)
- полковник Дмитерко Андрей Трофимович (07.06.1979 — 06.06.1983)
- полковник Юлгушев Шамиль Ибрагимович (06.06.1983 — 10.04.1991)
- полковник С. В. Иванов[4] (10.04.1991 — 23.10.1993)

### Заместитель командира
- полковник Кравец Пётр Тимофеевич (09.04.1970 — 12.10.1972)
- подполковник Комиссаров Пётр Архипович (12.10.1972 — 27.06.1973)
- полковник Алентьев Дмитрий Иванович (27.06.1973 — 28.01.1978)
- майор Гордеев Дмитрий Дмитриевич (28.01.1978 — 06.11.1980)
- полковник Штукель Андрей Петрович (06.11.1980 — 16.12.1991)
- полковник Шконда Николай Фёдорович (16.12.1991 — ??.??.19??)

### Главный инженер
- полковник Семёнов Георгий Семёнович (09.04.1970 — 25.11.1974)
- полковник Латуха Яков Борисович (25.11.1974 — 25.10.1978)
- полковник Шушкевич Михаил Яковлевич (25.10.1978 — 14.04.1981)
- полковник Левандовский Анатолий Казимирович (14.04.1981 — 06.04.1993)
- полковник Соловец Александр Агеевич (06.04.1993 — 28.03.1994)

### Начальникполитотдела
- полковник Лычак Василий Фёдорович (23.12.1969 — 12.03.1974)
- полковник Великоклад Михаил Фёдорович (12.03.1974 — 30.05.1977)
- подполковник Музыченко Григорий Васильевич (30.05.1977 — 04.04.1980)
- подполковник Ташаков Степан Данилович (04.04.1980 — 13.05.1981)
- подполковник Летуновский Анатолий Тихонович (13.05.1981 — 14.09.1984)
- полковник Серов Александр Леонидович (14.09.1984 — ??.??.19??)

### Начальник штаба
- полковник Федулов Николай Михайлович (25.02.1970 — 02.08.1974)
- полковник Примар Юрий Владимирович (02.08.1974 — 25.08.1983)
- подполковник Клымчук Василий Трофимович (25.08.1983 — .1989)
- подполковник Иванов Сергей Владимирович (17.06.1989 — 10.04.1991)
- полковник Соловец Александр Агеевич (10.04.1991 — 06.04.1993)
- подполковник Цветков Сергей Васильевич (06.04.1993 — ??.??.19??)

### Начальник тыла
- полковник Кругляков Евгений Афанасьевич (19.03.1970 — 04.04.1978)
- майор Тыркалов Михаил Михайлович (04.04.1978 — 11.04.1980)
- полковник Штанько Евгений Георгиевич (11.04.1980 — 15.03.1982)
- полковник Подопригора Анатолий Никифорович (15.03.1982 — 24.03.1986)
- подполковник Рыжов Владимир Андреевич (24.03.1986 — 23.07.1987)
- полковник Матвеев Василий Васильевич (23.07.1987 — ??.??.19??)